# مرسيدس بنز دبليو 136
مرسيدس بنز دبليو136 خط إنتاج لسيارات سيارات مرسيدس بنز بمحرك ذو اربع اسطوانات مرتبة في خط مستقيم ظهرت من منتصف الثلاثينات إلى الخمسينات. طراز 170في ظهر لأول مرة كخلف لـطراز W15 Typ 170 في فبراير 1936. بين عامي 1936 و 1939، كان طراز مرسيدس الأكثر مبيعًا.
بين عامي 1936 و1942 تم بناء أكثر من 75000 وحدة  مما يجعله أكثر طرازات مرسيدس بنز شيوعًا حتى هذه النقطة.
لقد نجا عدد كبير من أدوات تصنيع دبليو136 من قصف الحلفاء خلال الحرب العالمية الثانية (أو من الممكن إعادة بنائها بعد الحرب) لتكون بمثابة الأساس الذي يمكن للشركة إعادة البناء عليه. بحلول عام 1947، استأنف طراز 170في مكانه كأكبر بائع لسيارات مرسيدس، وهو المنصب الذي ظل فيه حتى عام 1953.

## 1935-1942

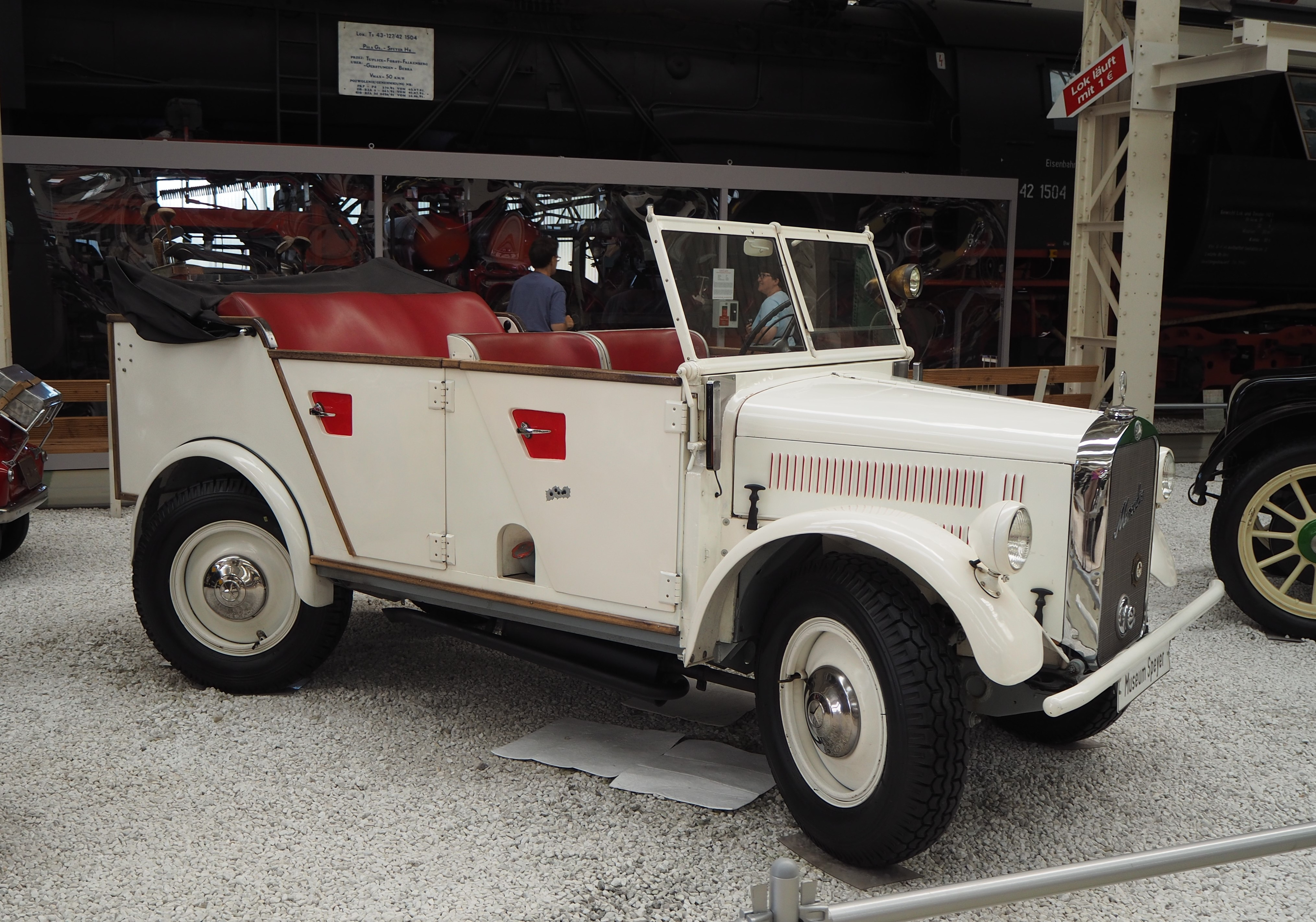
مشتق 170 V مرسيدس-بنز G5 (W152)

تم وضع نجمة مرسيدس على السيارت المنتجة في العامين الأولين مباشرة على الشبك الأمامي، وتم تثبيت غطاء شبكة تبريد الهواء أسفل غطاء المحرك. في عام 1937 تم تغيير الشبكة وأصبحت النجمة فوق غطاء المبرد. تم إنتاج سيارات دبليو136 بحوالي 90,000؛ انتهى الإنتاج في عام 1942 حيث تم توجيه كل الجهود نحو الحرب. بالفعل في عام 1939، تم بناء نموذج يعمل بالغازوجين يسمى 170 في جي تم تقديمه كنتيجة لعدم توفر البنزين إلى حد كبير للأغراض المدنية. تم تركيب المولد في الخلف، مما يعني أنه يجب نقل العجلة الاحتياطية إلى السقف. مجهزة بذلك، أنتج المحرك 22 حصان متري (16 كـو) فقط في 3200   عدد دورات في الدقيقة، وهو ما يكفي لسرعة 80 كيلومتر في الساعة (50 ميل/س). أتاحت مرسيدس-بنز أيضًا مولد الغاز كمجموعة للتركيب على السيارات الموجودة.

## 1946-1955
خلال الحرب عانى مصنع مرسيدس بنز من أضرار شديدة من جراء القصف الجوي، لكن الشركة المصنعة خرجت من صدمة الحرب بميزة تنافسية كبيرة على العديد من منافسيها قبل الحرب. كان المصنعون، بما في ذلك أدلر، بي إم دبليو وفورد ألمانيا يعتمدون بشدة على توريد أجسام السيارات الفولاذية على أمبي بود التي دمر مصنعها في برلين بالقصف عام 1943: انتهى موقعها الآن في منطقة الاحتلال السوفيتي (فيما بعد ألمانيا الشرقية). تقع مصانع التصنيع في Horch وWanderer وبي إم دبليو في ما أصبح في يوليو 1945 الجزء السوفيتي الخاضع للسيطرة الألمانية. لم يستطع أي من هذه الشركات المصنعة استئناف إنتاج بكميات دون العثور أولاً على طريقة للحصول على مصدر لهياكل السيارات الفولاذية وتمويله والوصول إلى مصنع مناسب للتجميع التلقائي. مرسيدس بنز، ومع ذلك، احتفظت بملكية والوصول إلى مصنع سياراتها.
تم إعادة إستئناف الإنتاج في مايو 1946. المركبات التي تم إنتاجها كانت عبارة عن إصدارات من 170 فولت، ولكن في عام 1946 تم إنتاج 214 سيارة فقط وكانت جميعها شاحنات خفيفة أو سيارات إسعاف. استأنف إنتاج سيارات الركاب في يوليو 1947، لكن أحجام التداول كانت منخفضة جدًا، حيث تم إنتاج 1045 سيارة من طراز 170 في أس فقط في ذلك العام. لم يكن هناك عودة للنماذج المختلفة التي تصدرت في ثلاثينات القرن الماضي. تم تقييد عملاء سيارة مرسيدس-بنز 170 في بسيارة الركاب ذات الأربعة أبواب «ليموزين».
زاد الإنتاج خلال العامين المقبلين، وفي عام 1949 عاد إنتاج V 170 إلى أكثر من 10,000 سيارة. ابتداءً من مايو 1949، تم تقديم السيارة التي تحمل شعار مرسيدس-بنز 170 دي، بسعر اقتصادي استثنائي بقوة 38 حصان متري (28 كـو؛ 37 حصان) تعمل بمحرك الديزل. كانت سيارة 170D هي ثالث سيارة ركاب تعمل بالديزل في العالم، وأول سيارة يتم طرحها بعد الحرب.

### الشرطة «خاصة»

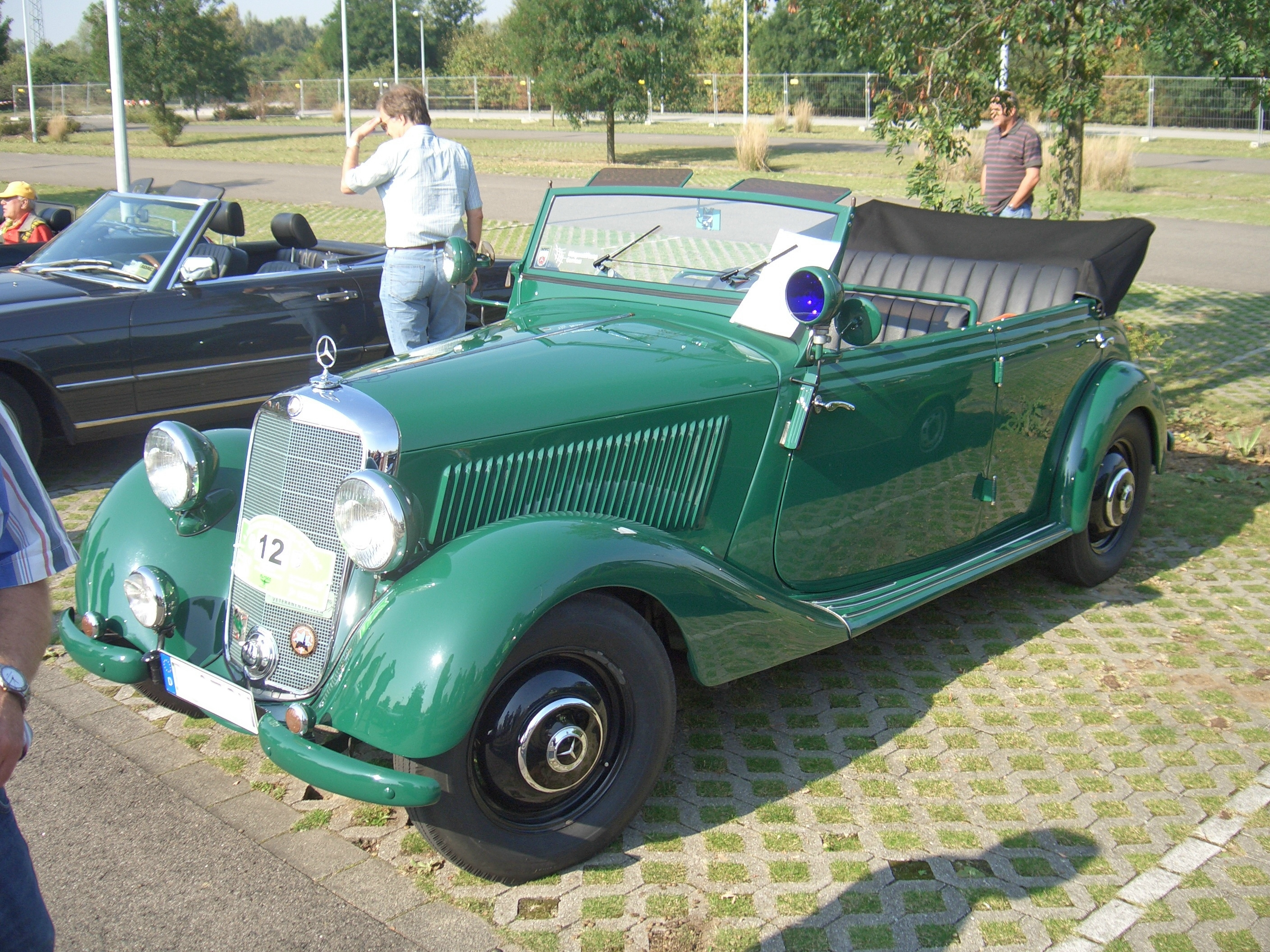
مرسيدس بنز 170D مكتب المدعي العام "الشرطة الخاصة" (1951-1952)

في عامي 1951 و1952 أنتجت مرسيدس-بنز إصدار 170 D OTP  لاستخدام الشرطة. لقد كان ذلك فعالاً من فئة سيارات كابريوليه بأربعة أبواب، على الرغم من أن الغطاء كان ذو بنية رقيقة بالمقارنة مع 170 كابريوليت لعام 1930. كان مطلبًا أن يتم طلاء جميع السيارات باللون «الأخضر لشرطة»، ولكن في النهاية تم طلاء معظم السيارات التي تم تسليمها إلى الشرطة باللون الأزرق. على الرغم من أن السيارة تم توفيرها فقط لاستخدام الهيئات الرسمية، إلا أنها تضمنت العديد من الميزات التقنية وغيرها.

### تحديثات في 1950
في مايو 1950، تلقى المحركان V 170 و 170 D ترقية الطاقة مع إصدار 1.8 لتر أكبر من محرك M136 (والذي سيستمر في تشغيل مرسيدس-بنز 180 الجديدة في عام 1950). في هذه المرحلة، لم يكن هناك تغيير في الاسم لتعكس زيادة حجم المحرك. وفي الوقت نفسه، تم تحسين السلامة من خلال دمج ممتصات الصدمات، والمسار الخلفي الأوسع والفرامل الأقوى. تم توسيع مقصورة الركاب بنسبة 50 مليمتر (2.0 بوصة) وركبت مقاعد أكبر لراحة. أخيرًا، أصبح صندوق الأمتعة في الخلف يفتح من الخارج، باستخدام غطاء صندوق الأمتعة وتم تحسين التهوية. للتمييز بينها وبين الموديلات الحالية، تم تصنيف إصدارات البنزين والديزل في السيارات التي تمت ترقيتها داخليًا على أنها مرسيدس-بنز 170 فا ومرسيدس-بنز 170 دا .

## أرقام النماذج
W136
- 1935 – 1942: 170 فولت سيدان / كابريوليه
- 1946 – 1950: 170 فولت سيدان / كابريوليه
- 1949 – 1952: 170 S / SAC / SBC
- 1950 – 1952: 170 ف
- 1952 – 1953: 170 Vb
- 1949 – 1952: 170 ق
- 1949 – 1950: 170 د
- 1950 – 1952: 170 Da / DaOTP
- 1952 – 1953: 170 ديسيبل
- 1953 – 1955: 170 SV
- 1953 – 1955: 170 SD

## المعرض

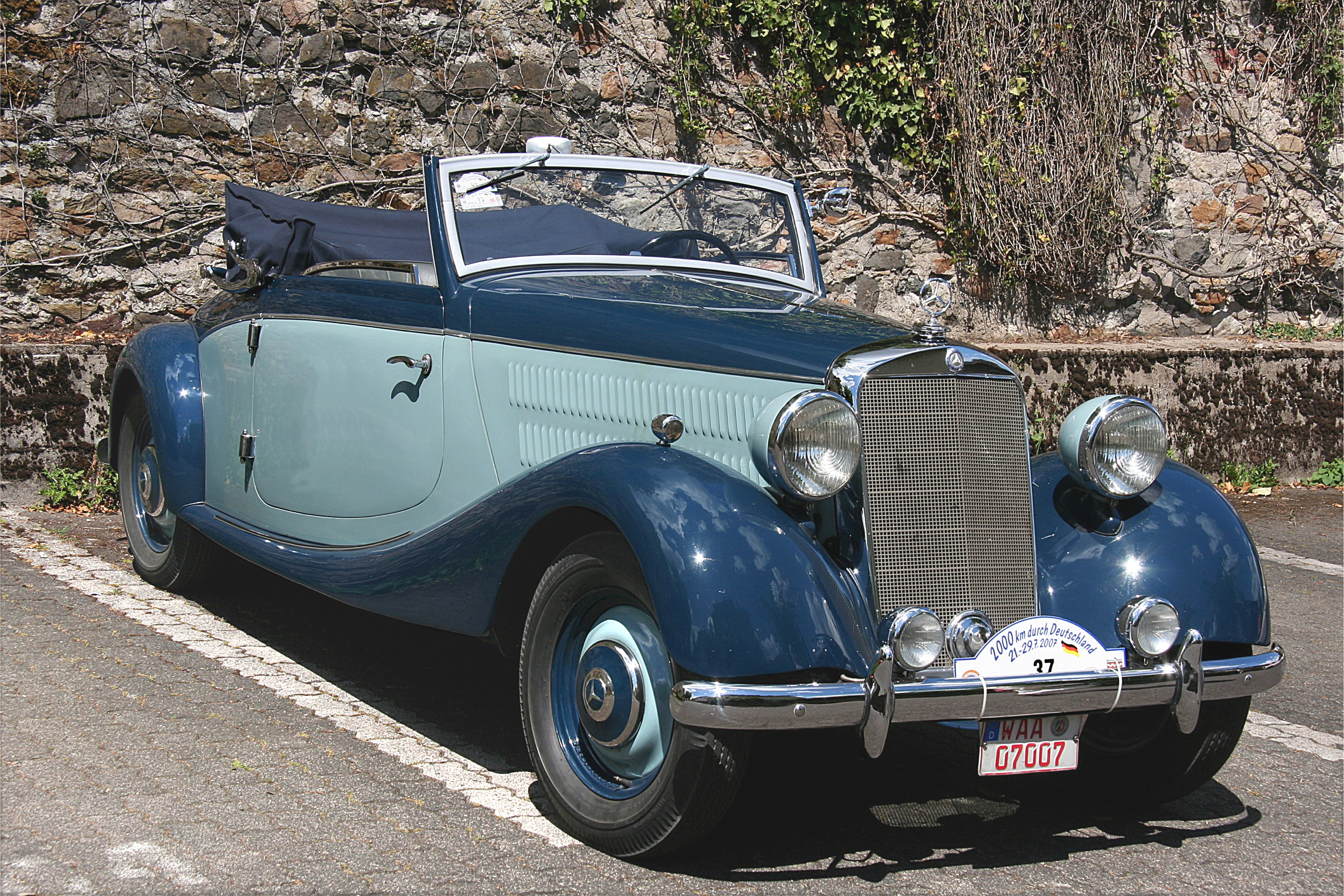
170 V Cabriolet A from 1938
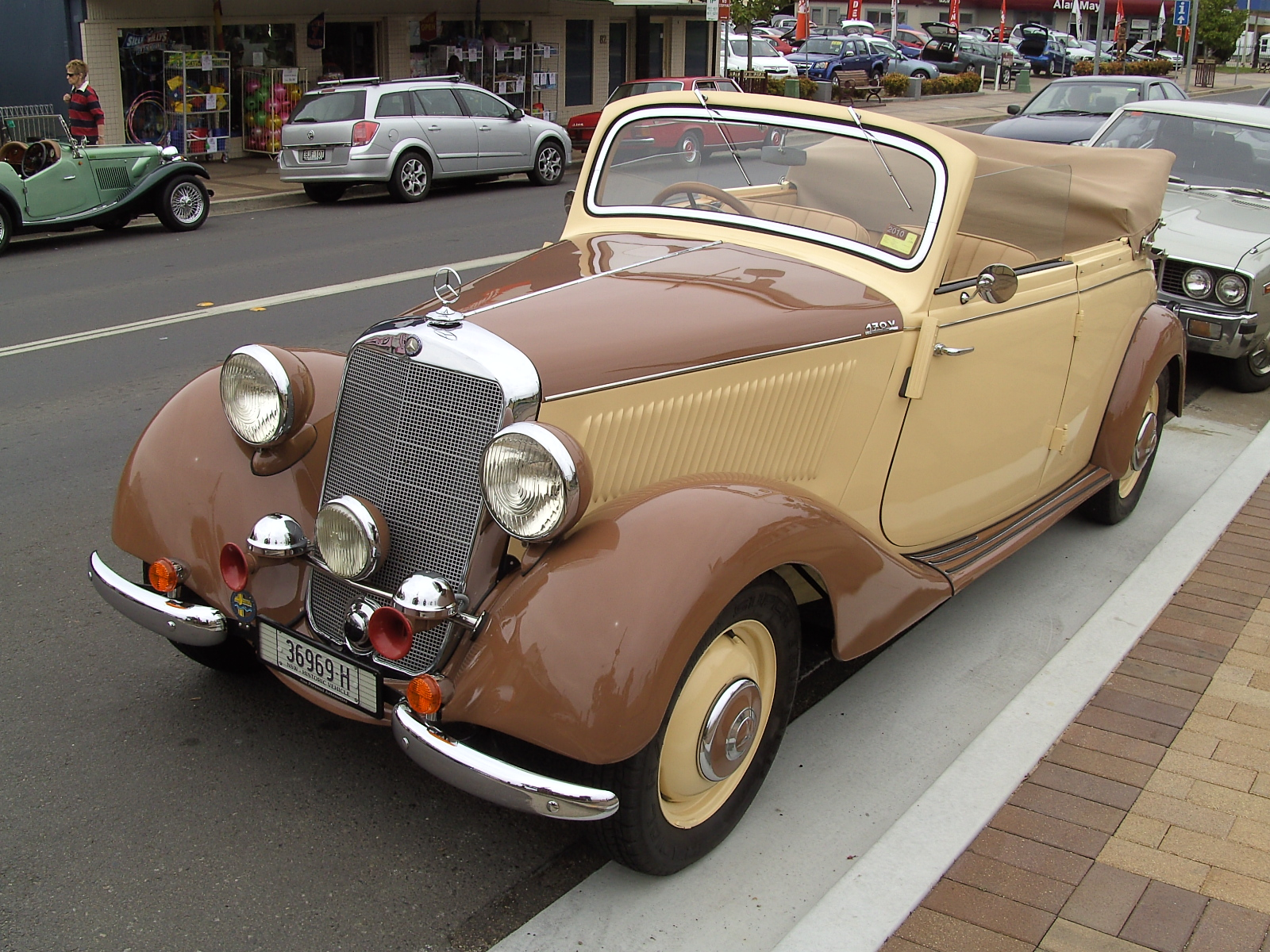
170 V Cabriolet, right-hand drive
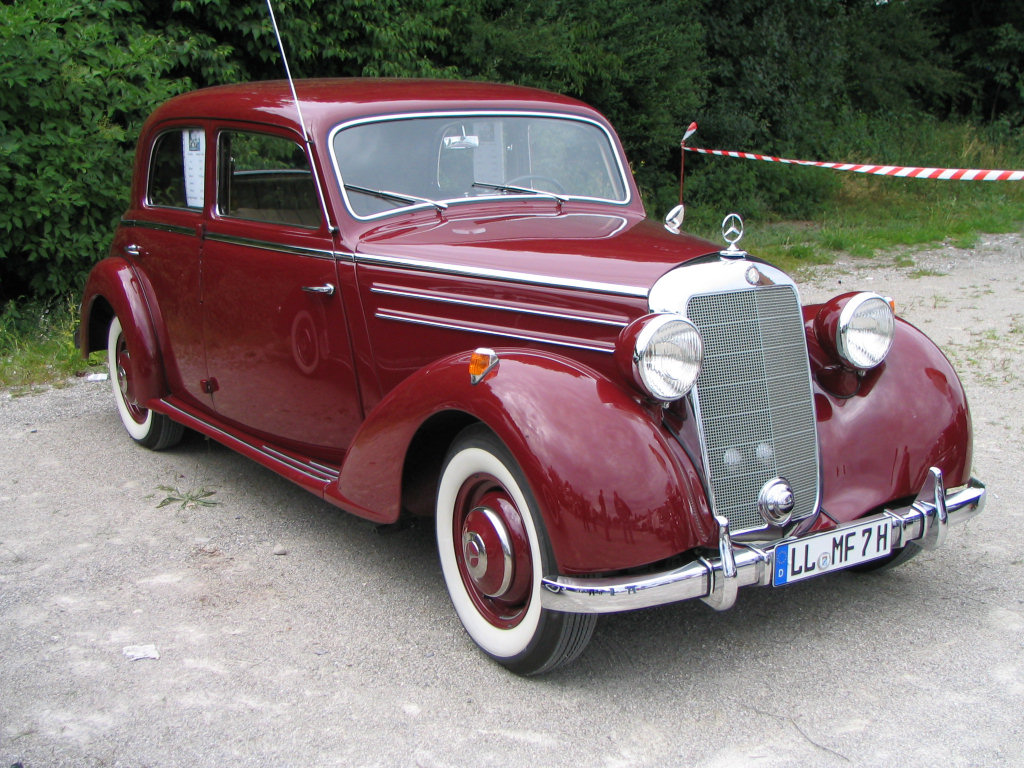
Mercedes-Benz 170 V / 170 S
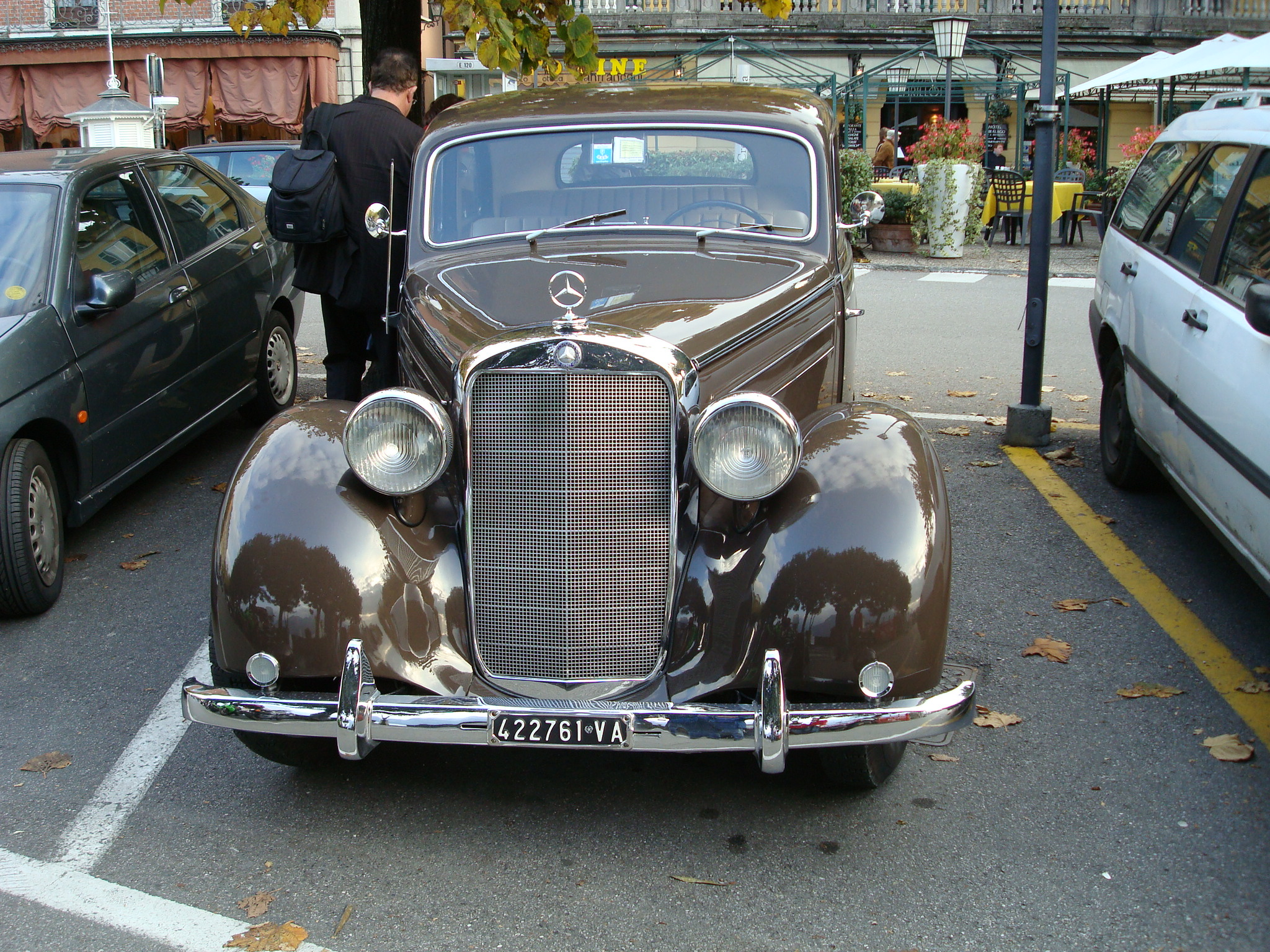
Mercedes-Benz 170 DS (Model W191) parked in front of a café in Bellagio, Italy
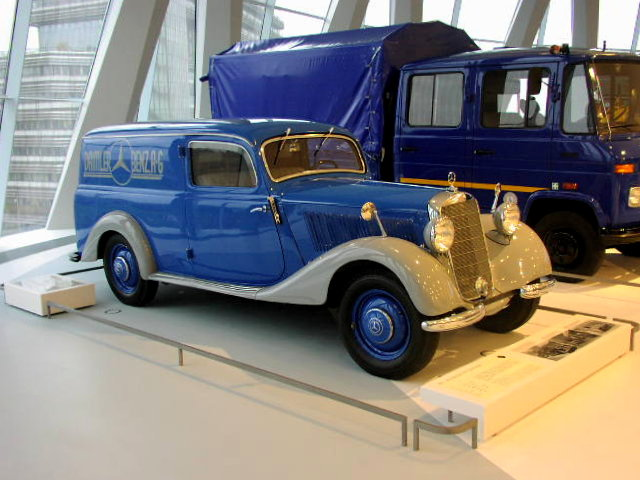
1952 Sedan Delivery/Panel van